# Hr.Ms. Bonaire (1877)
De Hr.Ms. Bonaire is een Nederlands schroefstoomschip der vierde klasse van de Koninklijke Marine. Ze is het oudste nog bestaande Nederlandse marineschip dat in Nederland is gebouwd, door het Etablissement Fijenoord in Rotterdam, de scheepswerf van de Nederlandsche Stoomboot Maatschappij.
Ze is een driemaster, die als voortstuwing behalve de zeilen ook een stoomgedreven schroef had. De stoominstallatie bestond uit twee Schotse ketels en een tweecilinder liggende stoomzuigermachine. De Mangin-Woodcroft schroef bestond uit twee bladen achter elkaar. 
De ijzeren scheepshuid van de Bonaire is geheel bekleed met teakhouten balken. Dit hout diende voor het bevestigen van zinken platen, met als doel het tegengaan van aangroei. Dat bleek niet te werken, maar de zinken platen hielpen wel als kathodische bescherming van de ijzeren scheepshuid.
Haar inzet als oorlogsschip heeft zich beperkt tot enkele vaarten naar het Caribisch gebied tegen zeerovers uit Venezuela en Colombia.
In 1902 is de Bonaire uit dienst genomen en tot logementsschip verbouwd, in welke hoedanigheid ze tot 1923 in Hellevoetsluis en Dordrecht lag. Ze is daarna aan de gemeente Delfzijl verkocht, die het tot 1988 gebruikte als logementsschip voor Zeevaartschool Abel Tasman.
Sinds 1996 ligt de Bonaire in Den Helder, waar ze sinds 2005 in een dok wordt gerestaureerd.

## Foto's

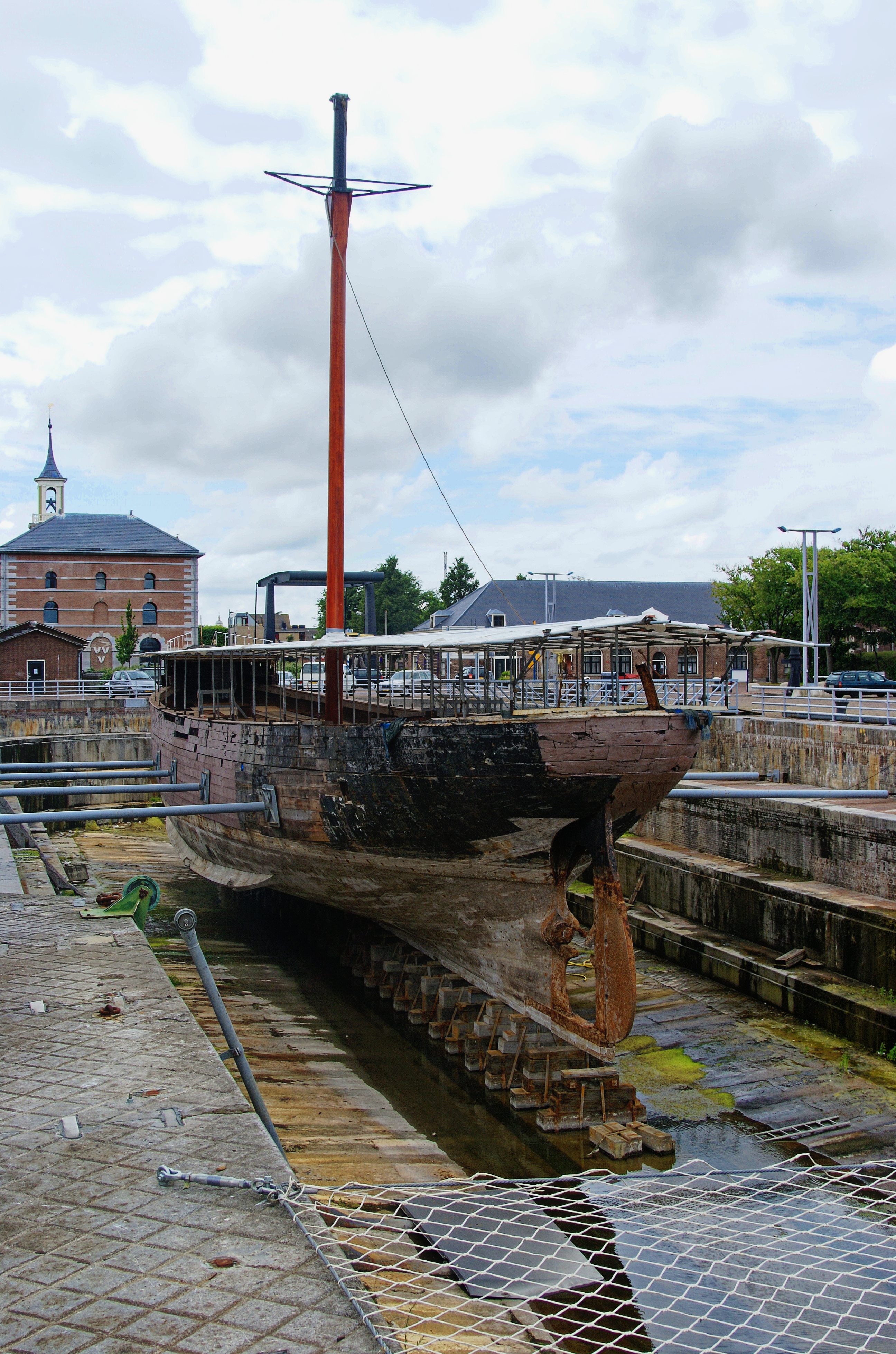
Hr.Ms. Bonaire in het dok (2008)
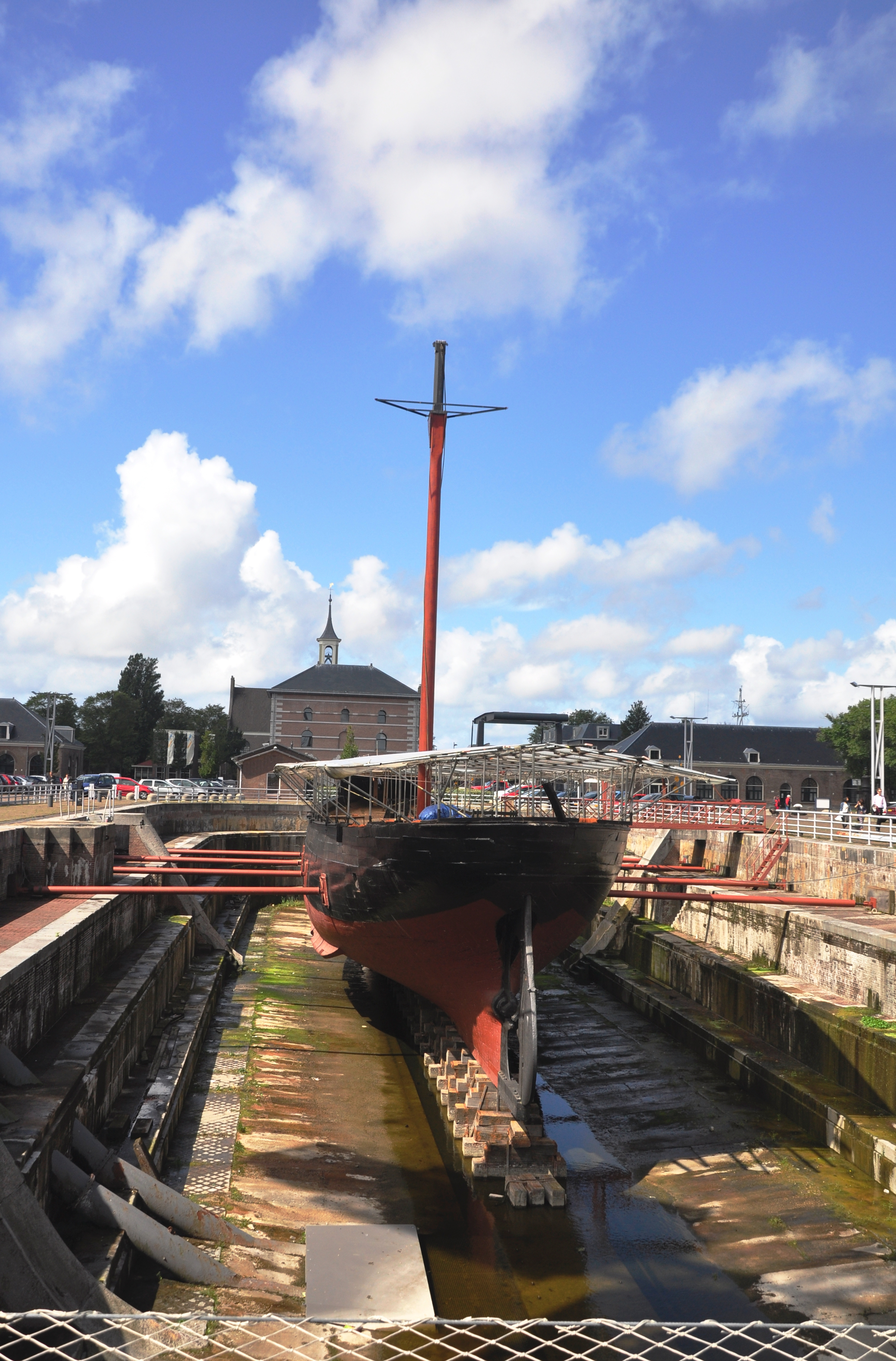
idem in 2011
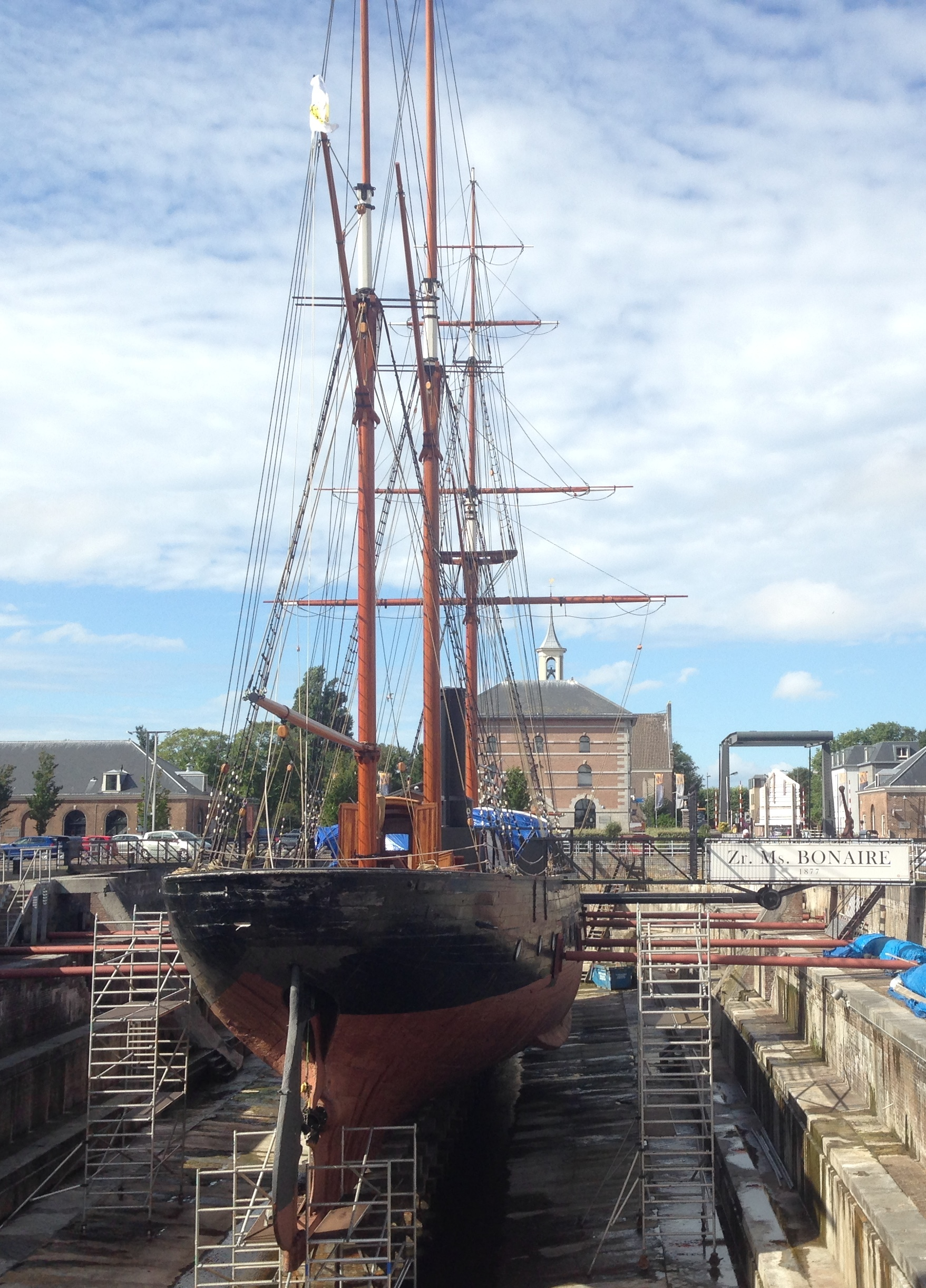
in 2018
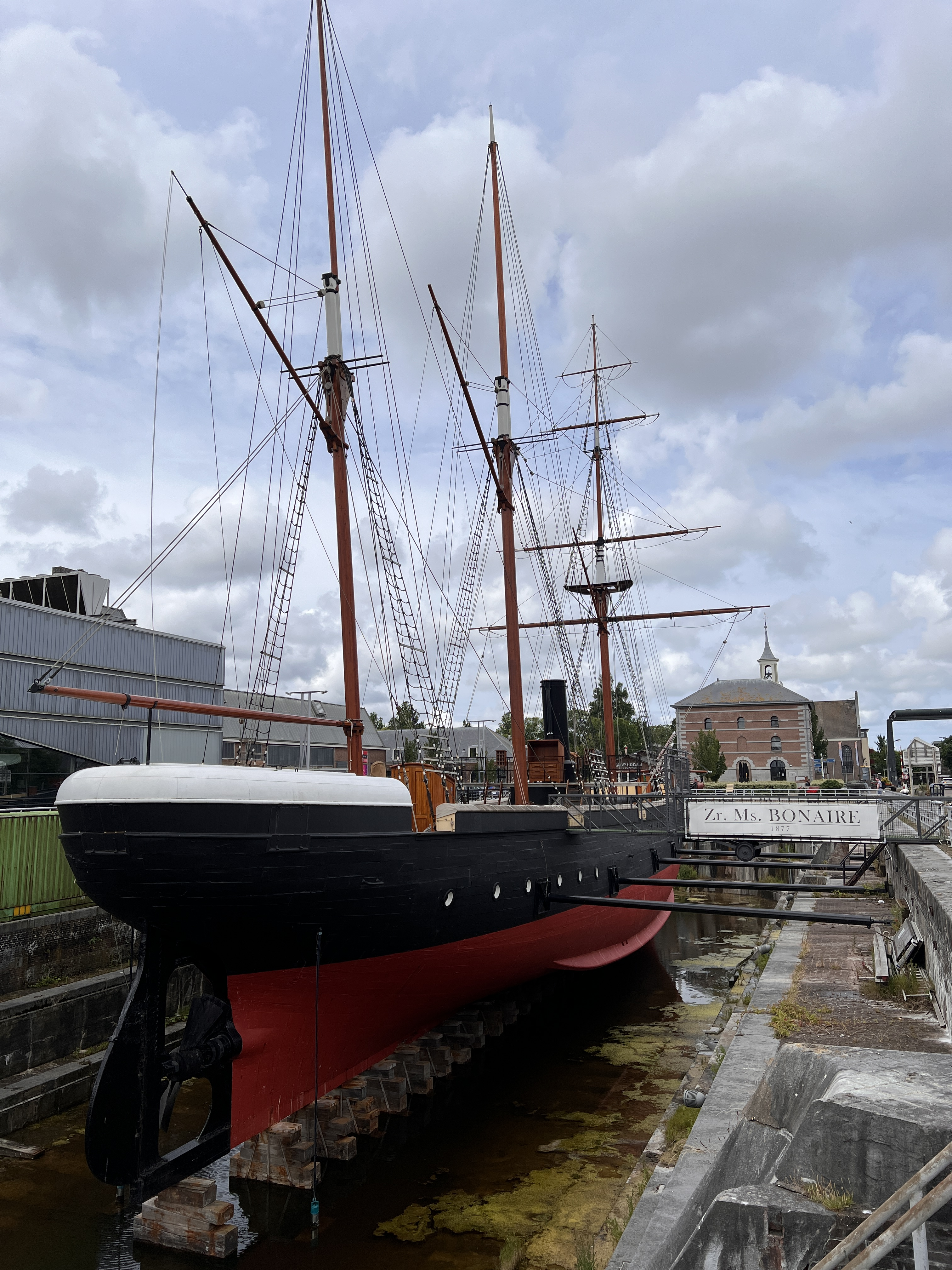
en in 2024